# Кентавр (фильм)
«Кентавр» — российский триллер режиссёра Кирилла Кемница 2023 года с Юрой Борисовым и Анастасией Талызиной в главных ролях.

## Сюжет
Апрельская ночь в Москве. Молодой водитель такси по имени Саша, который всегда работает по ночам, выезжает на смену, по дороге здороваясь со знакомым автоинспектором на посту. Саша предпочитает работать ночью, потому что ночью «труднее притворяться», он также любит определять по виду клиента, что тот из себя представляет «на самом деле». Мужчину с чемоданчиком для командировок, которого Саша забирает у гостиницы, он сразу определяет как человека, который изменяет жене с любовницей. Севшему в машину без заказа юноше-«мажору» Саша задаёт вопрос о том, какова сейчас ситуация с криптовалютой; когда юноша выходит, Саша обнаруживает, что тот забыл зажигалку. Следующей клиенткой Саши становится молодая девушка-эскортница Лиза. Он подвозит её до очередного клиента, при этом Лиза просит Сашу открыть ей дверь. Когда таксист делает это, девушка замечает, что он с трудом ходит. Саша признаётся, что он инвалид, однако рассказывает разные версии того, почему так случилось, — из-за аварии на мотогонках, из-за пули, попавшей в позвоночник…
Лиза просит Сашу повозить её по разным адресам на протяжении ночи, за что обещает щедро заплатить ему. Во время ожидания Лизы у богатого особняка Саша видит на балконе курящую женщину, а потом чуть не уезжает без Лизы, будучи напуганным устрашающего вида мужчиной, заговорившим с ним. Поездка продолжается, причём в какой-то момент Лиза, наклонившись, видит на полу машины мобильный телефон со следами крови. Сказав, что ей надо отдать деньги менеджеру, Лиза выходит из машины и заходит за угол, где садится в машину к двум мужчинам. Один из них, угрожая ей, говорит, что она должна продолжать ездить с Сашей, потому что им надо собрать доказательства его вины, — он является основным подозреваемым в убийстве нескольких эскортниц за последнее время, поскольку все места, где нашли их тела, совпали с местами, куда выезжал Саша. Лиза говорит, что боится, однако мужчина грубо напоминает ей, что он старается ради неё, потому что у неё нашли наркотики, и её делу не дадут ход только если она сыграет свою роль до конца…
На протяжении ночи Саша и Лиза продолжают разъезжать в его машине и попадают в ряд необычных ситуаций, в ходе которых Лиза колеблется между страхом перед Сашей и уверенностью, что он маньяк, и доверием к нему. В конце-концов она решает признаться, что является подсадной уткой...
В этот момент оперативники в машине начинают задержание Саши, и Саше почти удается уйти от них... Но в последний момент они оглушают и Сашу, и Лизу... Пришедший в себя Саша обнаруживает, что связан, он видит, как оперативники насильно вливают Лизе в рот какую-то жидкость, очевидно, чтобы она потеряла сознание. Все это происходит в заброшенном складе. Луч фары выхватывает из темноты тела убитых экскортниц.
Неожиданно в ангар приезжает машина, из которой выходит давешний мажор-криптовалютчик, а также его мать и её охранник. Оказывается, что убийцей девушек был именно мажор. Его мать, особа, судя по всему, жесткая и очень состоятельная, наняла двух оперативников, чтобы они отвели следствие от её ребенка. Для этого оперативники взяли на наркотиках Лизу и убедили её ради спасения себя от срока побыть приманкой для маньяка, за которого хотят выдать Сашу, ведь его машина действительно попадала в зоны пропажи девушек. Осталось только инсценировать убийство последней жертвы, которой должна стать Лиза, после чего Саша должен быть убит при мнимом задержании.
Пока бандиты отвлеклись на Лизу, Саша заводит машину через смартфон, насмерть сбивая одного из оперативников. Лиза садится в машину, и героям удаётся скрыться. Оставшийся в живых оперативник Ковалёв вместе с мажором пускается в погоню.
Герои прибывают в глушь, где Саша освобождается при помощи зажигалки, которую в начале фильма забыл мажор, и вызывает у Лизы рвотный рефлекс, чтобы вывести из организма седативы. После этого они возвращаются на трассу, чтобы найти какую-то помощь. Натолкнувшись на машину ДПС, они умоляют отвезти их в участок, но тут их находят преследователи. Ковалёв убивает полицейских, после чего продолжает погоню за героями.
Саша приезжает на заброшенную парковку, по пути незаметно высадив Лизу, где после напряжённых маневрирований оказывается в ловушке. Лиза находит бочку с горючим и бросает её в машину преследователей, а Саша бросает в них зажигалку, в результате чего мажор сгорает заживо.
Оставшийся в живых Ковалёв берёт Лизу в заложники и угрожает сбросить её в яму, если Саша не выйдет к нему. Саша таранит машину Ковалёва, оба падают в яму, а Лиза успевает зацепиться за торчащий прут. На дне ямы Ковалёв пытается задушить Сашу, но подоспевшая Лиза вызывает срабатывание подушки безопасности, которая ломает бандиту шею.
Оставшиеся в живых герои усаживаются возле разбитой машины Саши. Тот в шутку предлагает заказать такси.

## В ролях
| Актёр              | Роль                  |
| ------------------ | --------------------- |
| Юра Борисов        | Саша                  |
| Анастасия Талызина | Лиза                  |
| Сергей Гилёв       | Ковалёв               |
| Григорий Верник    | пассажир такси, мажор |
| Ксения Кутепова    | мать мажора           |
| Иван Мамонов       | охранник матери       |
| Кирилл Мелехов     | напарник Ковалёва     |
| Олег Евтеев        | автоинспектор         |
| Тимофей Фёдоров    | пассажир такси        |

## Критика
Фильм получил преимущественно положительные отзывы. Многие критики указали на внешнее сходство «Кентавра» с «Драйвом» Николаса Виндинга Рефна и «Таксистом» Мартина Скорсезе.
Обозреватель сайта «7 дней» Иван Афанасьев в целом положительно оценил картину, отметив, что время от времени триллер сбоит в плане темпоритма. «Кино, которое к финалу заставляет тебя вжаться в кресло и следить за происходящим, почти не моргая — это уже большое и важное достижение в нашем кино. „Кентавр“, как и положено названию, долго запрягает, что, в общем-то, свойственно жанру — он буквально маринует своего зрителя, грамотно разбрасывая в нужных местах крючки-клиффхэнгеры. Ведёшься не на все (опытные жанровики сразу вычислят, кто есть кто и где злодей), но „вотэтоповорот“ в финале всё-таки набрасывает приятную удавку на шею и начинает быстро её затягивать — кажется, что тебя уже нечем удивить, и все-таки сидишь с открытым ртом от этой сессии БДСМ. Пожалуйста, снимайте такое почаще и давайте денег на маркетинг — пусть люди знают, что у нас умеют делать жанровое кино, и несут за него деньги».
По мнению Василия Степанова («Коммерсантъ»), «продержать зрителя в неведении относительно намерений таксиста подольше у сценариста Михаила Зубко и режиссёра Кирилла Кемница не получается. А других возможностей сохранить интригу в конструкцию „Кентавра“ попросту не заложено». Критик предположил, что фильму не помешал бы второй план, «благодаря которому упругий триллер мог бы, например, переродиться в социальное высказывание о мире сервиса и эксплуатации или о проблемах инклюзии, но этому явно мешает антураж комикса, избегающий всякой конкретики».
Кинокритик Денир Курбанджанов («Ваши Новости») посчитал «Кентавр» удачным названием, подчеркнув, что оно «интригующее, сразу тянет за собой визуализацию». «На горизонте мерцают мистика и мифология — после туманного трейлера чудится, что древнегреческое чудовище вступает в связь с устрашающим неоном, с хищными высотками Москвы, и в результате рождается криминальный, почти нуарный сюжет». Однако критик отметил, что те скрытые механизмы, которые фильм запускает на этапе знакомства с ним, «не удерживаются режиссёрской рукой и разваливаются на какие-то заурядные этюды школьной поры». «Так бывает, что фильм не знает, для чего он существует и каков его зритель. „Кентавр“ как раз из этого безнадёжного рода — он играет в клип, играет в стиль, играет в социальность, а при ближайшем рассмотрении оказывается дешёвой мишурой».

## Награды
- 2024 — Премия киноизобразительного искусства «Белый квадрат» «Лучший кинооператор года» — Роберт Саруханян.
- 2024 — Премия sports.ru «Кибер Best» «Лучший российский фильм»